# حاج باباي عليا
حاج‌ باباي عليا هي قرية في مقاطعة تكاب، إيران. عدد سكان هذه القرية هو 144 في سنة 2006.